# アフマド・タウフィーク・マダニー

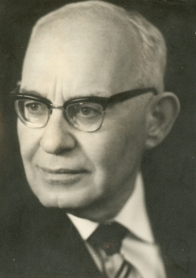
アフマド・タウフィーク・マダニー（Ahmed Taoufik El Madani, 1898年 - 1983年）

アフマド・タウフィーク・マダニー（アラビア語: أحمد توفيق المدني, ラテン文字転写: ‘Aḥmad Tawfīq al-Madanī / Ahmed Taoufik El Madani / Ahmed Tewfik El Madani）は、アルジェリア独立戦争（1954年-1962年）時にアルジェリア・ナショナリズム運動（民族主義運動）を牽引した歴史学者、政治家。1898年11月1日にチュニスに生まれ、1983年10月18日にアルジェで亡くなった。

## 生涯
アフマド・タウフィーク・エルマダニー（以下、マダニー）は1898年11月1日にチュニジアのチュニスにて生まれ、両親はオスマン帝国時代にアルジェリアへ移住したトルコ人の家系であった。両親はモクラーニーの反乱が失敗した後の1872年にチュニジアに移り住んでいた。マダニーはズィートゥーナ大学で1913年から1915年まで学び、民族主義党派、ドゥストゥールの創設に関わった。ドゥストゥールでは、党首のアブデルアズィーズ・サアールビーのようにアルジェリアにルーツを持つ他の党員から頼りにされた。マダニーはチュニス城塞の兵舎のど真ん中に堂々と忍び込み、サアールビーに会いに行ったことで名を挙げた。
マダニーは1925年にアルジェリアに追放されるが、そこで、アブデルハミード・ベン・バーディース師を中心に結成されたアルジェリア・ムスリム・ウラマー協会の創設にたずさわり、協会規定を起草した。1931年には Al Shihab 紙の政治記者になり、Al Basa’ir 紙の主筆もつとめ、1952年には民族解放戦線（FLN）の常任秘書に任命された。
1956年にマダニーは盟友のアブデルハミードとともにカイロへ行き、フェルハート・アッバースを代表とするアルジェリア共和国暫定政府（GPRA）の創設に参加した。マダニー自身はカイロにおいてFLNとアラブ人との関係を取り扱うFLN側の事務所の所長に任命されるだろうという程度に考えていたが、暫定政府はマダニーを文部大臣に任命した。さらに1962年のアルジェリア独立後、ベン・ベッラを大統領とする共和国政府は、マダニーを宗教問題とワクフ財を管轄する省の大臣に任命した。マダニーはその後、イラク、トルコ、イランに駐在するアルジェリア大使を歴任した。
マダニーは歴史学者であり、カイロのアラビア語アカデミーの会員であった。マグリブに関する著作が多数ある: Histoire de l'Afrique du Nord, ou Carthage en quatre siècles, Le Livre de l'Algérie, Les Musulmans en Sicile et dans le sud de l'Italie, La Géographie de l'Algérie et Ibn Khaldoun et l'Algérie。回顧録も複数書いており、チュニジア人の民族主義を鼓舞することを目的とした Hannibal (1950) という戯曲も書いた。
歴史学者のアリー・ムラド（Ali Merad）は、 « il fut l'un des personnages qui contribueront le plus activement à l'élaboration du nationalisme au cours de l’entre-deux-guerres » （マダニーが両大戦期を通じて（チュニジア、アルジェリアに）ナショナリズムを作り上げるため活動した人物の中でも最も影響力があった）と述べた。

## 著作
- (フランス語) Une vie de combat, souvenirs (Entreprise nationale du livre ed.). Alger. (1988)